# Городок (Первомайський район)
Городо́к (рос. Городок) — село у складі Первомайського району Томської області, Росія. Входить до складу Куяновського сільського поселення.

## Населення
Населення — 32 особи (2010; 71 у 2002).
Національний склад (станом на 2002 рік):
- росіяни — 85 %